# Theo Fransman

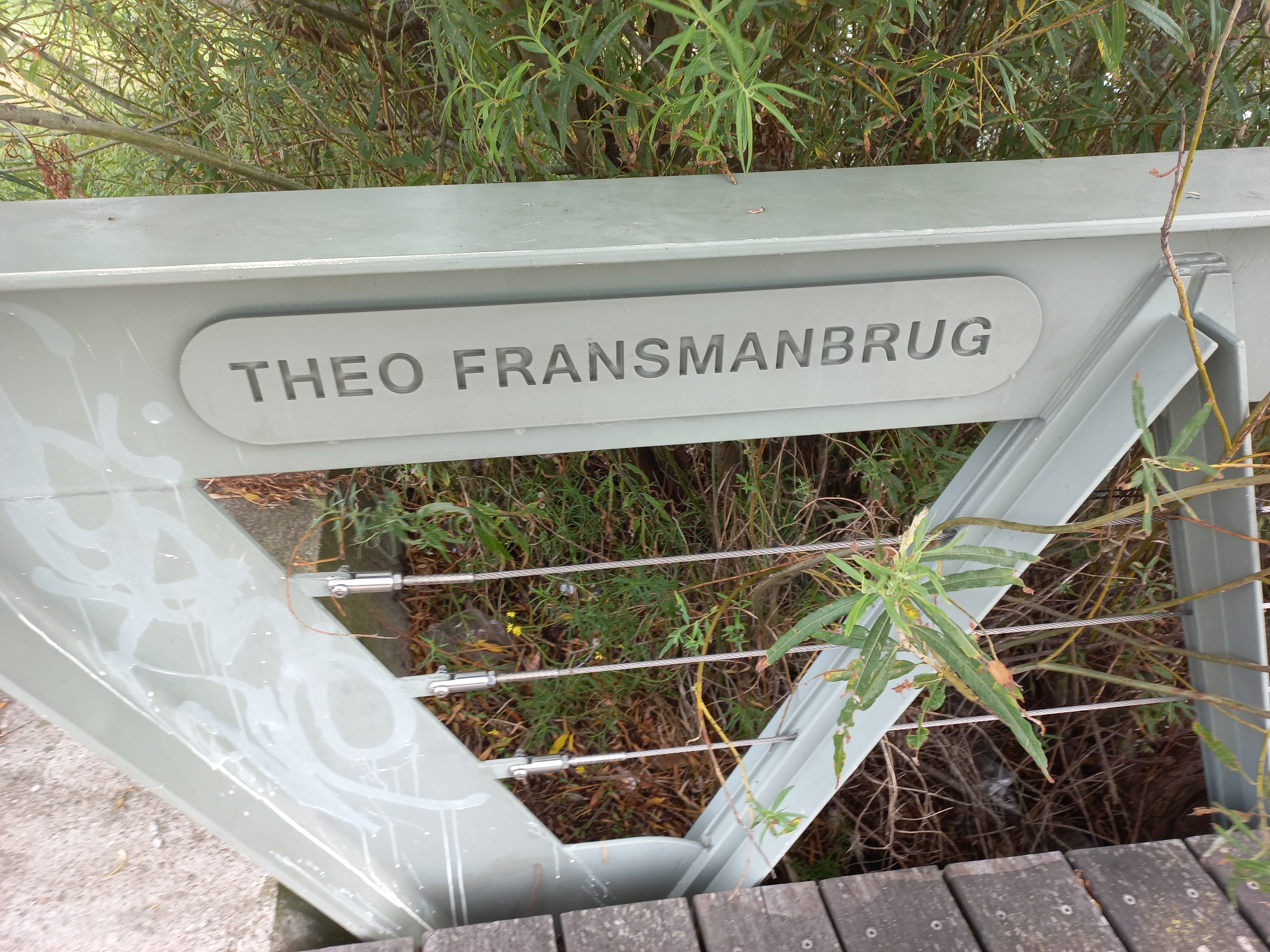
Naamplaat Theo Fransmanbrug (augustus 2022)

Theo Fransman (Amsterdam, 8 februari 1928 – aldaar, 5 september 2007) was een Nederlands politicus. Hij was lid van de Partij van de Arbeid en voorzitter van het Amsterdamse stadsdeel Amsterdam-Noord.
Hij was zoon van magazijnbediende Samuel Fransman en Josephina Loyen, die in 1937 scheidden.  Moeder hertrouwde in datzelfde jaar met fabriekswerker Aron Gans. Hijzelf was drie maal getrouwd, laatst met Jannie van den Hogen.
Fransman werd geboren in Amsterdam-Oost. Hij werd opgeleid tot marconist, maar werd daarna ambtenaar op het Ministerie van Financiën en het Ministerie van Volkshuisvesting. Van 1977 (hij was toen 49 jaar) tot 1988 studeerde hij politicologie. Ten tijde van het begin van die studie maakte hij een politieke draai van Christen-Democratisch Appèl in Rotterdam naar de Partij van de Arbeid te Amsterdam. Vanuit de werkgroep decentralisatie werd hij in december 1981 de eerste voorzitter van het in dat jaar gevormde stadsdeel Amsterdam-Noord, een van de eerste stadsdelen. Hij zou toen ook al aangekondigd hebben dat hij daar maximaal acht jaar (twee perioden) deel van wilde uitmaken. In een tijd dat oude industrie als de scheepsbouw uit het stadsdeel verdween, maakte Fransman zich als stadsdeelvoorzitter sterk om nieuwe werkgelegenheid te trekken en nam hij het initiatief om op de oude werven (zoals die van de NDSM) ruimte te maken voor nieuwe bedrijven. Hij werd wel "Burgemeester van Amsterdam-Noord" genoemd; onder zijn takenpakket zaten financiën, economie, personeel en emancipatie. Hij was voorstander van een zelfstandige gemeente IJstad boven het IJ (uitspraak: "alles wat ze hier wilden neerzetten was de galg"), die zich meer kon richten op Purmerend, Landsmeer (uitspraak: "annexeer ons alstublieft"), Waterland en Zaanstad. Daarentegen was hij ook voorstander van meerdere IJ-bruggen. Het zou er niet van komen (gegevens 2022). In 1989 bemoeide hij zich met een voorgestelde vrijlating van de Drie van Breda, mede vanwege een opgelopen oorlogstrauma was hij tegen vrijlating.
In mei 1990 werd Fransman opgevolgd door zijn partijgenoot Ger de Visser, mede nadat hij door geroezemoes in de partij op een onverkiesbare plaats was gezet. Hij werd management consultant. In 1994 kwam hij weer naar voren in de discussie over een foto van een meisje dat in de deur van een goederentrein richting Auschwitz staat. Fransman meende dat dat niet Settela Steinbach was, maar zijn halfzusje Duifje Gans (het bleef Steinbach). 
Theo Fransman bleef sociaal betrokken en actief. In 2006 werd hij voorzitter van de Voedselbank Amsterdam. In augustus 2007 kreeg hij te horen dat hij ongeneeslijk ziek was. Hij overleed een kleine maand later op 79-jarige leeftijd.
In 2013 werd als eerbetoon de Theo Fransmanbrug in Amsterdam-Noord geopend.
- International Standard Name Identifier: 0000 0003 9569 4414
- Nederlandse Thesaurus van Auteursnamen: 071716238
- Virtual International Authority File: 290474731
- WorldCat: E39PBJpPHgWTdQWyq8cxCrTvHC